# Lei Fleury
A Lei Fleury, mais precisamente a Lei nº 5.941, de 22 de novembro de 1973, foi uma peça da legislação processual penal brasileira. Decretada em regime de urgência pela Ditadura Militar no Brasil a fim de impedir a prisão preventiva do delegado Sérgio Paranhos Fleury, então membro do  Departamento de Ordem Política e Social (DOPS) de São Paulo e acusado de chefiar os chamados "esquadrões da morte", ela facultava aos réus primários e com residência fixa o direito de responder o processo em liberdade. Ela foi alvo de violentas críticas pela forma como foi estabelecida e por permitir a impunidade de pessoas influentes do regime ditatorial.